# Federazione cestistica di El Salvador
La Federazione cestistica di El Salvador è l'ente che controlla e organizza la pallacanestro in El Salvador.
La federazione controlla inoltre la nazionale di pallacanestro di El Salvador. Ha sede a San Salvador e l'attuale presidente è Yamil Bukele.
È affiliata alla FIBA dal 1956 e organizza il campionato di pallacanestro di El Salvador.